# 胶南第一高级中学
35°53′59″N 120°02′49″E / 35.89972°N 120.04694°E
青岛西海岸新区胶南第一高级中学，简称青西新区胶南一中、胶南一中，位于中国山东省青岛市黄岛区墨香路597号，创建于1952年，为青岛市重点中学、山东省规范化学校。

## 校史及概况
该校创建于1952年10月，初名山东省胶南县中学，1956年改称山东省胶南第一中学，同年8月设高中部。1969年因毛泽东五·七指示而改称山东省胶南县五七红校，次年又改称胶南县五七中学。1978年改称胶南县第一中学。1981年被定为青岛市重点中学。至1987年，该校共有24个教学班，学生1673人，教职员工121人。
1991年1月因胶南市设立而改称胶南市第一中学。2001年，该校被评为山东省规范化学校。2006年，该校易地重建，自原胶南县城迁至新校区。2013年8月因胶南市撤销并入黄岛区而改称青岛市黄岛区第一中学。20172月年改为现名。2024年，该校有66个教学班，3120名学生，教职工298人。该校另曾获得全国教育科研先进单位、全国特色教育示范单位、山东省教学示范校等称号。

## 校舍
该校校址原位于胶南县城珠山路97号，1982年建成教学楼一座。校舍占地4.02公顷，建筑面积5480平方米，现已改为胶南博文中学校舍。
新校址位于墨香路（原称广州路）597号，始建于2002年，2006年迁至现址。占地380亩，建筑面积10万平方米，绿地面积9万平方米，体育场馆面积54857平方米，图书馆藏书总量15万册。

## 知名校友
- 中华人民共和国外交部前部长李肇星[5]